# Качулат корморан
Качулатият корморан, наричан още среден корморан (Phalacrocorax aristotelis) е птица от семейство Корморанови. Среща се и в България.

## Физически характеристики
Дължината на тялото на качулатия корморан е в границите 65 – 80 сантиметра, а размахът на крилата – от 90 до 105 cm. През размножителния период птицата е с черно оперение със зеленикав метален отблясък. Кожата край очите е жълта, а в основата на клюна – жълта с черни петна. В предната част на главата има сноп черни пера, завити в края си назад, откъдето идва и името му. През останалото време „качулката“ липсва. Краката са кафяво-черни при възрастните и тъмночервеникави при младите. Очите са яркозелени. През есенно-зимния период са трудно различими от обикновения корморан.
Младите екземпляри са тъмнокафяви, с по-слаб метален блясък за горната част на тялото и бял цвят за долната. Шията и бузите са белезникави, а клюнът е кафяв. Наблюдава се възрастов диморфизъм с малки сезонни различия.

## Разпространение
Качулатият корморан е разпространен по морските крайбрежия на Европа от Мурманск и Скандинавския полуостров до Средиземноморието, Черно море и полуостров Крим и част от атлантическото крайбрежие на Западна Африка.
За първи път в България е установен от орнитолога Николай Боев край с. Тюленово през 1946 г. В България през размножителния период обитава единствено нос Калиакра и крайбрежието до село Тюленово. През есента и зимата тук долитат птици от северните крайбрежни райони, като образуват ята и посещават блатата по Черноморското крайбрежие.

## Начин на живот и хранене
Качулатият корморан гнезди поединично или на малки колонии, като прави гнездото си по недостъпни скални корнизи, малки пещери и кухини по скалите непосредствено до брега. Изгражда го от клони и го застила със суха трева. Понякога се среща и в крайморските блатни зони. Извън размножителния период скита по крайбрежната ивица и не навлиза навътре в сушата.
Често почива на малки групи по скалите в зоната на прибоя. Издава звуци, наподобяващи ниско гъргорене.

## Размножаване
През май женската снася от 3 до 5 светлогълъбови яйца, които мъжката и женската мътят на смени в продължение на 30 – 32 дни. Малките напускат гнездото и стават самостоятелни на двумесечна възраст.

## Допълнителни сведения
В България видът е с твърде ограничено разпространение и като застрашен вид е включен в националната ни червена книга още в първото ѝ издание 